# Guerras bizantino-seljúcidas
As Guerras bizantino-seljúcidas foram uma sequência de batalhas decisivas que mudaram a balança de poder na Ásia Menor e na Síria, com a predominância passando do Império Bizantino para os estados seljúcidas. Oriundos das estepes da Ásia Central, os turcos seljúcidas replicaram as táticas praticadas pelos hunos séculos antes contra oponentes similares, mas desta vez combinando-as com o recém-descoberto zelo muçulmano; de várias maneiras, os seljúcidas retomaram as conquistas muçulmanas iniciadas nas guerras bizantino-árabes dos califados Ortodoxo, Omíada e Abássida nas regiões do Levante, Norte da África e na Ásia Menor.
Hoje em dia, a Batalha de Manzicerta é amplamente reconhecida como o momento no qual os bizantinos perderam a guerra contra os turcos; porém as forças militares bizantinas eram de qualidade questionável antes de 1071, com incursões turcas regularmente derrotando o já decadente sistema administrativo baseado nos temas. Mesmo após Manzicerta, o controle bizantino na região não desapareceu imediatamente e nem foram impostas pesadas concessões aos derrotados; foram necessários mais vinte anos para que os turcos controlassem toda a Anatólia e, mesmo assim, não por muito tempo.
No decurso da guerra, os turcos seljúcidas e seus aliados atacaram o Califado Fatímida no Egito, capturando Jerusalém e provocando a Primeira Cruzada. O apoio dos cruzados ao Império Bizantino foi ambíguo, permeado por muitas traições e saques, mas ainda assim ganhos substanciais de fato ocorreram na Primeira Cruzada. No espaço de um século depois de Manzicerta, os bizantinos (com apoio cruzado) conseguiram expulsar os turcos das costas da Ásia Menor e expandiram sua influência até a Palestina e até mesmo ao Egito. Posteriormente, os bizantinos não conseguiram mais ajuda e a Quarta Cruzada chegou mesmo a saquear Constantinopla. Antes que o conflito definhasse, os turcos vinham conquistando mais territórios do enfraquecido Império de Niceia - o estado sucessor bizantino durante o período do Império Latino - até que o próprio Sultanato Seljúcida de Rum foi destruído pelos mongóis, o que levou à ascensão dos gazis e, finalmente, às guerras bizantino-otomanas.

## Origens
Nos séculos VII e VIII, os bizantinos sofreram diversas invasões árabes coordenadas e perderam diversas províncias vitais, como o Egito e o Levante. Um período de recuperação sob a dinastia macedônica permitiu-lhes a reconquista de partes da Síria e da Mesopotâmia; em particular, os esforços de Basílio II Bulgaróctono, que, a partir do século X e início do XI, transformou o Império no mais poderoso estado do mundo medieval.
Apesar disso, os bizantinos estavam longe de uma situação confortável. Com a morte de Basílio sobreveio uma sequência de imperadores incapazes de defender o Império contra as ameaças externas. A maior delas - e a mais perigosa desde o auge do poderio árabe - era a invasão dos turcos, um povo muito parecido com os antigos inimigos dos bizantinos, os hunos. Combinando excelentes habilidades de montaria com o zelo islâmico, os turcos, que se converteram no final do século VII e início do VIII se consolidariam como um formidável inimigo para o estado cristão em declínio.
Conforme os bizantinos progrediam contra os árabes no século X, a Pérsia estava sob o governo do Império Gasnévida, um outro povo turco. Com a migração dos seljúcidas para a região nesta época, os gasnévidas foram derrubados e os invasores se assentaram na Pérsia, adotando a língua e os costumes locais.
Os seljúcidas fundaram um poderoso estado e capturaram Bagdá, a capital do Califado Abássida, em 1055, transformando o califa abássida num mero instrumento. Encorajados pelos sucessos anteriores, os turcos lançaram um ataque ao Levante e contra o Califado Fatímida, que perdeu Jerusalém em 1071. Encontros entre os seljúcidas e os bizantinos não ocorreram até depois da morte de Basílio II. Porém, o resultado das guerras bizantino-georgianas foi influenciado pelas incursões dos turcos seljúcidas na região e, por isso, é improvável que eles fossem desconhecidos.
Quando os turcos seljúcidas de fato encontraram os bizantinos, eles escolheram bem o momento, pois o Império enfrentava um governo fraco, conquistas normandas  e um cisma com o Ocidente. Na mesma época, o Califado Abássida também enfrentava um período de grande fraqueza em suas guerras contra os fatímidas.

## Primeiros confrontos: 1064–1071

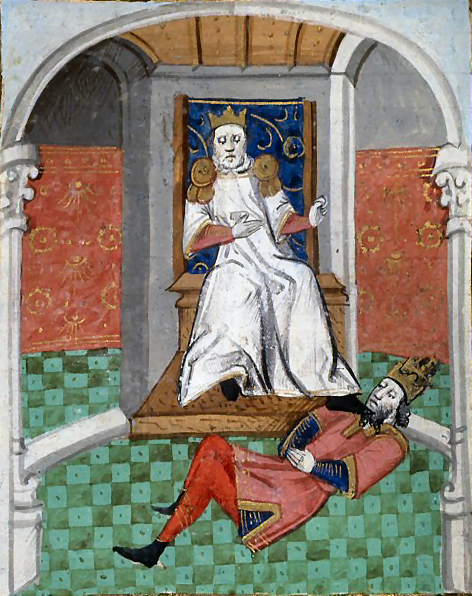
Alparslano humilhando o imperador após a Batalha de Manzicerta.
século XV. Iluminura no manuscrito 232 atualmente na Biblioteca Nacional da França.

Em 1067, os seljúcidas invadiram a Ásia Menor, atacando Antioquia e, em 1069, Icônio., mas um contra-ataque bizantino os expulsou. Novas ofensivas pelo exército bizantino forçaram os invasores de volta para a outra margem do Eufrates[carece de fontes?].
Apesar disso, os seljúcidas continuaram suas incursões na Ásia Menor e capturaram Manzicerta. O imperador bizantino Romano IV Diógenes liderou um exército numa tentativa de conseguir uma vitória decisiva contra os invasores e, assim, justificar seu governo com uma vitória militar (ele já havia perdido o Sul da Itália para os normandos). Durante a marcha, Alparslano, o líder dos turcos, recuou de Manzicerta, numa tática que permitiu que o seu exército emboscasse os bizantinos e retomasse a cidade logo depois. A vitória em si levou a poucos ganhos imediatos, mas o caos civil que dela resultou permitiu que os seljúcidas e diversas outras tribos turcas invadissem a Ásia Menor[carece de fontes?].

## Conquistas turcas: 1071–1096
Após Manzicerta, os seljúcidas se concentraram em suas conquistas territoriais no Levante e na Mesopotâmia, que estavam ameaçadas pelos fatímidas do Egito, mas Alparslano encorajou outras tribos turcas e estados vassalos a fundarem beilhiques na Ásia Menor[carece de fontes?]. Muitos bizantinos da época não viram a derrota como um desastre total e, quando os turcos começaram a ocupar as regiões rurais da Anatólia, os bizantinos passaram a contratá-los para guarnecer as fortalezas na região, não como invasores, mas como mercenários contratados pelas diversas facções em luta no Império Bizantino - uma delas chegou a entregar as defesas da cidade de Niceia aos turcos em 1078.
A consequência da guerra civil que então devastava o Império era que os pretendentes ao trono buscavam o apoio dos turcos em troca de territórios. A perda de algumas importantes cidades e uma outra derrota na Anatólia estenderam ainda mais o conflito, que finalmente terminou quando Aleixo I Comneno, que havia liderado as forças bizantinas contra os revoltosos, se revoltou também e tomou o trono em 1081. Apesar da das reformas de emergência implementadas por Aleixo, Antioquia e Esmirna já haviam caído em 1084, sendo que esta, entre 1078 e 1084, já estava sob o controle do renegado armênio Filareto Bracâmio. Em 1091, as poucas cidades bizantinas na Ásia Menor herdadas por Aleixo também haviam caído, mas, de forma surpreendente, uma invasão conjunta seljúcida-pechenegue e o cerco à capital que seguiu, foi derrotada. Além disso, a invasão normanda dos Bálcãs de Roberto Guiscardo foi contida. Assim, os bizantinos foram capazes de recuperar as ilhas do Egeu que estavam sob domínio do almirante turco Tzacas, destruindo sua frota, e chegaram até mesmo a recuperar a margem sul do mar de Mármara em 1094[carece de fontes?].
Neste mesmo ano, Aleixo enviou uma mensagem ao papa Urbano II pedindo armas, suprimentos e tropas. No Concílio de Clermont de 1095, o papa conclamou os fiéis para uma cruzada a ser realizada para recapturar Jerusalém e, desta forma, ajudar o Império Bizantino, que já não conseguia mais guardar a cristandade no oriente contra a expansão muçulmana.

## Bizâncio sobrevive: 1096–1118
Os primeiros cruzados chegaram em 1096, logo depois do apelo de Aleixo ao ocidente. O acordo entre os bizantinos e os cruzados era de que qualquer território recapturado dos turcos seria devolvido ao Império, o que era benéfico para cruzados também, que não precisariam guarnecer as cidades capturadas e perder forças que poderiam ser utilizadas nos ataques ou para defender as linhas de suprimentos. Em troca, os bizantinos iriam prover os cruzados com alimentos enquanto estivessem em território hostil e as tropas de Aleixo serviriam como reservas, reforçando-as em caso de perigo. Os cruzados iniciaram sua campanha cercando Niceia em 6 de maio de 1097. Quilije Arslã I não conseguiu defender a guarnição da cidade por causa do enorme tamanho das forças cruzadas; outra pequena derrota se seguiu em 16 de maio e convenceu Quilije a recuar e abandonar a cidade, que se rendeu aos bizantinos em 19 de junho. Depois disso, uma vitória decisiva na Batalha de Dorileia abriu a Ásia Menor para os cruzados; Sozópolis, Filomélio, Icônio, Antioquia da Pisídia, Heracleia Cibistra e Cesareia caíram e os cruzados chegaram até mesmo à Cilícia, onde eles liberaram os armênios do jugo turco, estabelecendo ali uma base de suprimentos.
Infelizmente para Aleixo Comneno, os bizantinos não conseguiram se aproveitar completamente destas conquistas, com Cesareia retornando ao controle seljúcida como parte do Sultanato de Rum, juntamente com diversas outras cidades, inclusive Icônio, que seria a capital do novo estado seljúcida. Porém, numa campanha em 1097, João Ducas, o mega-duque (e cunhado de Aleixo), liderou forças terrestres e navais que re-estabeleceram o controle bizantino na costa do Egeu e em muitos distritos longe da costa na Anatólia ocidental, tomando Esmirna, Éfeso, Sárdis, Filadélfia, Laodiceia e Choma dos agora desmoralizados turcos.
Após suas vitórias, os cruzados avançaram e cercaram Antioquia, também ocupada pelos seljúcidas. Esta operação marcou o final do apoio cruzado aos bizantinos por conta das condições impostas por Estêvão de Blois. Querboga, um vassalo dos turcos, enviou um enorme exército de 75 000 homens para levantar o cerco, porém, ele não conseguiu tomar Edessa (uma cidade que também havia caído aos cruzados) e deu tempo para que, em 3 de junho de 1098, os cruzados tomassem Antioquia, um dia antes de sua chegada. Apesar disso, as tropas de Querboga conseguiram invadir a cidadela, onde, numa luta desesperada, os cruzados conseguiram repelir as forças turcas. Neste ponto, um dos cruzados presentes, Estêvão de Blois, fugiu e, chegando até Aleixo Comneno, informou-lhe que os cruzados haviam sido destruídos, o que forçou o imperador a recuar.
Como resultado desta aparente deserção de Aleixo, os cruzados se recusaram a devolver Antioquia quando conseguiram finalmente derrotar o agora disperso exército de Kerborgah. Por conta deste ressentimento, os cruzados deixaram de apoiar os bizantinos contra os seljúcidas e seus aliados. Uma nova cruzada, em 1101, que deveria capitalizar os ganhos da Primeira Cruzada, terminou em desastre e com a consolidação do poder seljúcida na Ásia Menor, com Icônio (atual Cônia) se tornando a capital do novo Sultanato Seljúcida de Rum.

## Contra-ataque bizantino: 1118–1176

### João II Comneno
A morte de Aleixo I alçou João II Comneno ao poder. Os turcos seljúcidas estavam divididos em diversas facções que, ocasionalmente, se aliavam umas às outras[carece de fontes?]. Neste período, o Sultanato de Rum estava ocupado lutando contra seus antigos aliados, os danismêndidas, um conflito que João Comneno se aproveitou para realizar uma série de campanhas com o objetivo de recuperar a Anatólia. Sob seu comando, a linha de front foi empurrada até ficar perigosamente próxima à capital seljúcida, Icônio. Ainda assim, os conflitos entre os turcos na Anatólia  continuaram, mas, infelizmente para os bizantinos, um acidente de caça matou o imperador João e a oportunidade de infligir uma derrota decisiva aos turcos se perdeu.

### Manuel Comneno
João II morreu em 1143 num momento em que o Império gozava de grande poder. O novo imperador, Manuel I Comneno, porém, não conseguiu levar a linha de front para além do que já havia feito seu pai. Os seljúcidas conseguiram finalmente subjugar os danismêndidas sob a liderança de Quilije Arslã II. Neste período, os bizantinos também estavam lutando contra eles, numa aliança informal com os turcos. Parte deste acordo ditava que o território capturado do inimigo comum deveria ser entregue aos bizantinos e, quando Quilije Arslã se recusou em 1176, Manuel invadiu o território seljúcida com um impressionante exército com a intenção de tomar-lhes a capital. Porém, a força bizantina foi emboscada num passo de montanha e ambos os lados sofreram pesadas perdas. Esta batalha, chamada de Miriocéfalo, encerrou a campanha de conquista bizantina.
Taticamente, Miriocéfalo terminou de forma indecisiva, com ambos os líderes buscando a paz. Nos anos seguintes, o exército de Manuel continuou enfrentando os turcos na Anatólia e os derrotou novamente numa batalha menor - e igualmente indecisiva - no vale do rio Meandro. Apesar deste pequeno avanço, Miriocéfalo teve implicações muito mais sérias do que as suas poucas baixas parecem sugerir: não houve mais nenhuma reconquista na região, como as que ocorreram sob João II, no governo de Manuel. Para os seljúcidas, a conquista do território danismêndida foi uma vitória, mas ela foi compensada pelos constantes conflitos de fronteira e ambos os lados buscaram a paz. Pelos termos do tratado, Manuel foi obrigado a remover seus exércitos e fortalezas de Dorileia e Subleu.
Porém, Manuel se recusou a sair da região e, quando Quilije Arslã tentou impor os termos do tratado, João Vatatzes, que foi enviado pelo imperador para conter a invasão turca, conseguiu uma grande vitória sobre eles na Batalha de Hiélio e Limoquir, no vale do Meandro - um sinal de que o exército bizantino ainda era forte o suficiente e que seu programa defensivo na região ocidental da Ásia Menor ainda era eficiente. Após a vitória no vale do Meandro, o próprio Manuel avançou com uma pequena força para expulsar os turcos de Panásio e Lacério, ao sul de Cotieu. Porém, em 1178, um exército bizantino teve que recuar após enfrentar uma força turca em Charax, deixando para o inimigo uma grande quantidade de gado. A cidade de Claudiópolis na Bitínia foi cercada pelos turcos no ano seguinte, forçando Manuel a marchar com uma pequena força de cavalaria para salvar a cidade e, novamente, dois anos depois, os bizantinos conseguiram nova vitória.
Porém, as constantes guerras na região cobraram seu preço sobre a saúde de Manuel, que se deteriorou até que, em 1180, ele sucumbiu a uma longa febre. Além disso, como na época de Manzicerta, o balanço de poder entre as duas potências começou gradualmente a mudar - os bizantinos jamais atacariam os turcos novamente e, depois da morte de Manuel, os invasores avançaram cada vez mais para o ocidente[carece de fontes?].

## Colapso bizantino: 1180–1308
A morte de Manuel I Comneno em 1180 não foi o fim da dinastia Comnena, mas o filho dele se mostrou incapaz de manter coeso um império sobrecarregado com os altos custos das campanhas de suas campanhas. Em 1183, Aleixo II foi deposto e substituído por Andrônico I Comneno. Suas tentativas de continuar com o processo de militarização do Império terminaram quando ele foi preso, torturado, cegado, humilhado publicamente por três dias e, finalmente, morto em 1185. Mesmo os Comnenos se mostraram falíveis - Sozópolis, Ancira e Heracleia caíram para as forças de Quilije Arslã II, finalmente realizando o potencial de Miriocéfalo anos antes.
Após este período tumultuado, o Império Bizantino foi governado pela dinastia dos Ângelos (1185-1204), uma sequência de imperadores corruptos e incompetentes que foram incapazes de proteger as fronteiras imperiais. O governo central enfraquecido levou à independência do Reino Armênio da Cilícia e do Principado de Antioquia, este último em 1180 e o primeiro, sete anos depois, com o príncipe Leão II assumindo o trono em 1187.
Enquanto isso, os estados cruzados começaram a cair frente a Saladino, o que provocou a Terceira Cruzada, na qual o Império Bizantino e o Sacro Império Romano Germânico desperdiçaram a oportunidade de conseguir bons avanços na região do Oriente Médio. O imperador bizantino Isaac II Ângelo piorou ainda mais situação ao prometer a Saladino que impediria a Terceira Cruzada de atravessar a Anatólia - algo que ele tinha poucas condições militares de fazer - e, se contradizendo, permitiu a passagem após ser ameaçado por Frederico I. Desta forma, Isaac não conseguiu tirar proveito do saque de Icônio pelas forças cruzadas, uma vitória que tinha o potencial de reverter o fracasso de Miriocéfalo.
Para um império cercado de inimigos, a queda de Bizâncio se tornou algo provável e, em 1204, a cidade de Constantinopla foi saqueada pelos soldados da Quarta Cruzada, o que mergulhou o império numa era de caos. O Sultanato de Rum, sob um novo sultão, Gaiasadino I, explorou a situação e atacou o porto de Antália em 1207, capturando-o do enfraquecido estado sucessor bizantino, o Império de Niceia. A maré virou, contudo, em 1210, quando o próprio sultão foi assassinado em combate singular pelo imperador de Niceia na Batalha de Antioquia no Meandro e, a partir daí, a fronteira oriental se estabilizou. Em 1243, o Império Mongol finalmente destruiu o poder seljúcida na Anatólia e, três anos depois, a morte prematura de Gaiasadino II levou seus três jovens filhos ao trono. Disputas internas surgiram novamente no Sultanato e permitiram que Império de Niceia recapturasse Constantinopla do Império Latino em 1261. Em 1283, o Sultanato de Rum sofreu novamente com guerras civis e, em 1308, deixou de existir; Icônio foi tomada tempos depois pelos caramânidas, um outro povo turco. O fim do Sultanato de Rum não acabou com os confrontos entre turcos e bizantinos; o poder ascendente de um dos nobres do antigo estado seljúcida, Osmã (Uc Begue), deu origem ao Beilhique Otomano e as guerras bizantino-otomanas, uma continuação destes confrontos, levariam finalmente ao fim do Império Bizantino e à islamização definitiva da Anatólia.

## Análise

### Exército bizantino
Como demonstra a tabela abaixo, a população bizantina não diminuiu por causa das conquistas seljúcidas; mão-de-obra era tão disponível em 1143 quanto fora em 1025. Na realidade, a região ocidental da Ásia Menor e a Grécia tiveram um crescimento populacional em escala nunca antes vista, graças em parte ao comércio com as cidades-estado italianas de Veneza e Gênova e também por causa do influxo de refugiados gregos fugindo dos seljúcidas na Anatólia. A primeira campanha de Manuel I Comneno até Icônio assistiu à evacuação de toda a população grega de Filomélio, que então se assentou mais a oeste. Porém, a eficiência e os recursos necessários para levantar grandes exércitos de fato diminuíram, como se pode perceber pelo fracasso de João e Manuel em suas tentativas de montar um exército nacional.
| Ano  | População  | Soldados | Área              |
| ---- | ---------- | -------- | ----------------- |
| 1025 | 12 000 000 | 250 000  | Império Bizantino |
| 1143 | 10 000 000 | 80 000   | Império Bizantino |
| 1204 | 9 000 000  | 30 000+  | Império Bizantino |
| 1281 | 5 000 000  | 20 000   | Império Bizantino |

Por todo os séculos X e XI, o exército bizantino foi utilizado de forma cada vez mais agressiva, possibilitando novas conquistas no oriente e no ocidente. Como resultado, o sistema administrativo centrado nos temas, que fora desenhado como uma solução defensiva para vencer as invasões da Ásia Menor, lentamente começou a ruir. A nova realidade requeria tropas que mantivessem uma presença constante, algo que as milícias dos temas, recrutadas a partir de fazendeiros camponeses, jamais poderiam fazer. Como resultado, o uso dos tagmas, unidades de soldados profissionais em tempo integral, se tornou cada vez mais imprescindível para que se conseguisse realizar as campanhas ofensivas que levariam o estado bizantino ao status de grande potência no século XI. Os tagmas também contavam com contingentes mercenários, como os francos, normandos e, sem dúvida, saxões, rus' e viquingues. O uso deste tipo de tropas não minou diretamente o poderio militar bizantino - as campanhas de Romano IV Diógenes na Mesopotâmia seljúcida continha tagmas e também tropas dos temas. Mesmo assim, as tropas dos temas começaram a ter uma qualidade muito baixa muito rapidamente. Miguel Ataliates comentou que, na época da Batalha de Manzicerta, as tropas do sistema dos temas estavam mal supridas, tinham poucas provisões e não eram mais capazes de combater. Consequentemente, quando o exército dos tagmas foi derrotado, o sistema dos temas não mais conseguiu impedir o inexorável avanço dos turcos seljúcidas e seus aliados, o que levou à derrota completa em 1091. O exército dos tagmas não foi a causa do fracasso em Manzicerta; porém, a dependência bizantina nas suas forças foi uma das causas que levaram à desintegração do sistema dos temas. Conforme os turcos tomavam a Ásia Menor, qualquer resistência organizada (como demonstrada pela carreira de Aleixo Comneno antes de se tornar imperador) tinha que fazer por onde com pouquíssimos recursos[carece de fontes?].
Além disso, a linha de front agora estava muito mais próxima de Constantinopla. Por todo o século XII, a capital imperial manteve a iniciativa contra Icônio, especialmente durante o início e meio do governo de Manuel Comneno, graças em parte às suas agressivas políticas e às de seu pai. Porém, quando o balanço de poder mudou para o lado turco, as perdas rapidamente se acumularam; logo toda a Ásia Menor ocidental foi infiltrada pelos gazis turcos[carece de fontes?].

### Cruzadas
Historiadores continuam a debater o efeito das Cruzadas sobre o Império Bizantino. A Primeira Cruzada viu Bizâncio realizar grandes ganhos territoriais, embora talvez eles pudessem ter sido obtidos pelos próprios bizantinos; havia uma grande quantidade de guerras civis e conflitos na região entre os turcos para Aleixo I explorar. Além disso, todas as demais cruzadas subsequentes tiveram um efeito deletério sobre o Império, com os exércitos cruzados se mostrando incapazes de resistir à tentação de saquear cidades que deveriam estar protegendo, além das constante s discussões e escaramuças sobre suprimentos enquanto estavam em território bizantino. Uma vez mais, a ajuda ocidental dava uma má impressão de si e, uma vez mais, os gregos se mostraram pouco confiáveis. Em Constantinopla, novos incidentes eram constantes, a ponto de Conrado III ameaçar retornar para tomar a capital bizantina à força. A Segunda Cruzada também testemunhou uma maior unidade no mundo islâmico, com os zênguidas trazendo Damasco para o esforço de guerra muçulmano e, logo depois, a maior parte da Síria se unindo num front único contra os cruzados. O imperador do Sacro Império Romano Germânico Frederico I também ameaçou tomar Constantinopla durante a Terceira Cruzada e a Quarta finalmente realizou o que era uma ameaça, resultando numa grande perda bizantina para os cruzados francos e para os turcos seljúcidas.
As consequências de longo prazo das Cruzadas também incluem um crescente fanatismo por parte dos muçulmanos, algo claramente visível na fundação de diversos beilhiques na Anatólia após 1204, particularmente o Beilhique Otomano de Osmã I. Posteriormente, as cruzadas de Nicópolis, em 1396, e de Varna, em 1444, cujo objetivo era ajudar os bizantinos, fizeram Constantinopla parecer um imã, atraindo cavaleiros francos e seus zelosos ataques que em nada ajudavam os bizantinos no longo prazo.
Por outro lado, os cruzados deram a Bizâncio a chance de reconquistar seu poder no Mediterrâneo. Além disso, sob Manuel I Comneno, os ortodoxos e católicos tiveram uma relação muito melhor do que vinham tendo nas décadas anteriores e chegaram perto de fechar o Grande Cisma. A aliança com o papa era crucial e, juntos, católicos e ortodoxos conseguiram interromper as incursões dos normandos do sul da Itália que estavam devastando a região dos Bálcãs e que haviam se tornado uma ameaça quase tão séria quanto os turcos[carece de fontes?].

### Conclusão

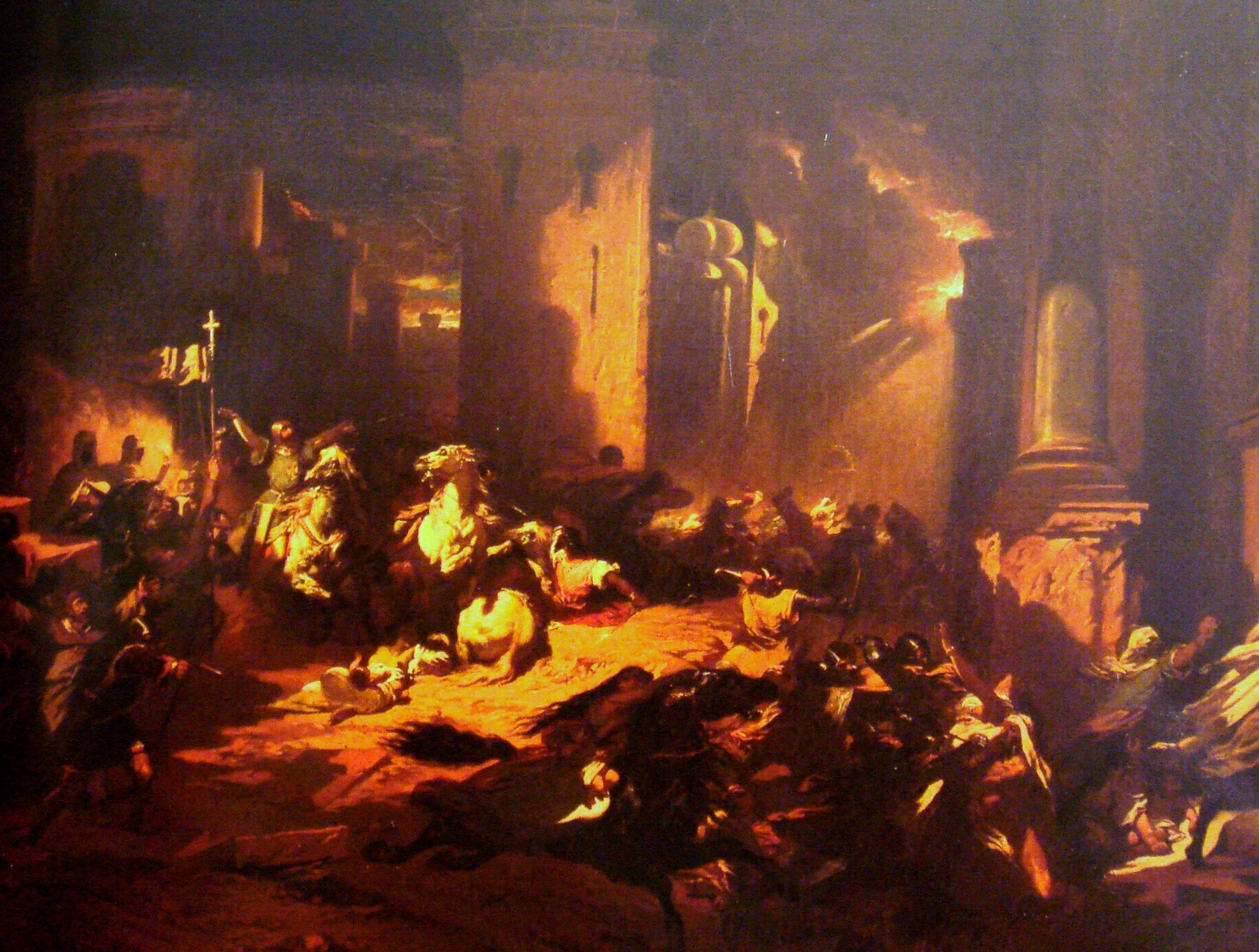
Conquista de Antioquia por Boemundo de Tarento em 1097
1840. Por L. Gallait.

Apesar de estar sob o jugo romano por quase 1 000 anos, os seljúcidas rapidamente consolidaram suas conquistas na Anatólia. Este feito permitiu-lhes resistir em suas novas terras e dificultaram bastante a chamada "Restauração Comnena" do século XII. O resultado final foi que, mesmo quando Império Bizantino não estava debilitado pelas constantes disputas internas, ele não poderia vencer os turcos seljúcidas, que raramente permitiam que um combate acirrado ocorresse e, daí, o lento progresso de Manuel Comneno em suas conquistas.
A guerra teve grandes consequências. Quando ela começou, o Oriente Médio era dominado pelo Califado Fatímida e pelos bizantinos enquanto que, no final do século XIII, nenhum dos dois estados estavam em condições de projetar seu poder na região. Os fatímidas foram derrubados pelos aiúbidas, de origem curda, enquanto que os bizantinos foram severamente enfraquecidos pelos seljúcidas. O poder havia mudado para as mãos dos mamelucos no século XIV e, depois, de volta para os turcos no final do século XV e início do XVI. Nunca mais uma potência cristão teria tanto poder na região, uma situação que perdura até hoje. Conforme os turcos iam gradualmente ganhando terreno, a população ia se convertendo ao islamismo, reduzindo ainda mais as chances de uma reconquista.
A guerra também deu ao cristianismo ocidental uma oportunidade de lançar expedições para liberar a Terra Santa do jugo muçulmano. Eventualmente, os cruzados estabeleceriam seu próprios feudos na região, governando por vezes em acordo, mas na maioria delas, em desacordo, com o Império Bizantino, algo que terminaria enfraquecendo tanto os estados cruzados quanto o Império Bizantino.
Para os turcos, os conflitos marcaram o início de uma nova era de poder. Apesar de subsequentes invasões e ataques por parte dos cruzados, no ocidente, e dos mongóis, do oriente, os turcos lentamente se confirmaram como a superpotência na região com os otomanos. A ascensão otomana ocorreu na mesma época em que ruía o poder do Sultanato de Rum e do Império Bizantino e este vácuo de poder na região da Anatólia foi explorado por um dos nobres do antigo Sultanato, Osmã I. A situação se tornou ainda pior para os bizantinos por conta da presença latina no Peloponeso e da ascensão dos búlgaros, que continuavam a pressionar contra as fronteiras bizantinas. Eventualmente, o Império Bizantino foi forçado a pedir ajuda aos otomanos contra os búlgaros em território europeu para além do Bósforo, o que permitiu aos turcos fincarem o pé no novo continente. A proximidade com o beilhique de Osmã tornou certo um confronto com os bizantinos, que eram páreo para eles até que eventos no ocidente, guerras civis e uma liderança incompetente deixaram o decadente Império à mercê de sucessivos cercos até que finalmente Constantinopla caiu em 1453[carece de fontes?].